# Josep Pratmarsó i Parera
Josep Pratmarsó i Parera (Barcelona, 1913-1985), més conegut com a Pepe Pratmarsó, va ser un destacat arquitecte i humanista català cofundador del prestigiós Grup R, germà de l'enginyer, caçador i esportista Lluís Pratmarsó i Parera.
De la seva obra sobretot destaquen les cases unifamiliars que va construir a la Costa Brava, com la Casa Cantarell (1962) a Sa Riera o la casa Mas Vidal (1958) i el Mas Garbà (1959) a Vall-llobrega. La seva vinculació familiar amb Centelles i el fet que esdevingués arquitecte municipal d'aquest poble entre els anys 1953 i 1959, va fer que en el mateix també es desenvolupessin exemples destacats de la seva obra com ara la Casa Aguilar.
Entre 1944 i 1961 va exercir el càrrec d'arquitecte municipal a Terrassa, projectant més obra pública per les necessitats que hi havia d’urbanitzar, construir nous habitatges i equipaments, escoles, la primera gran Zona Esportiva Municipal, els jutjats del carrer Baldrich, l’escorxador de la carretera de Montcada i les restauracions del Castell cartoixa de Vallparadís, la Sala del Tinellet i el claustre.
Va ser president del Cercle Artístic de Sant Lluc entre els anys 1968 i 1977.